# Jules Guitton
Pour les articles homonymes, voir Guitton.
Jules Charles Guitton, né à Sablé-sur-Sarthe le 27 mars 1826 et mort le 5 mai 1884 à Angers, est un avocat français qui fut bâtonnier et maire d'Angers.

## Biographie
D'abord Clerc de notaire, il poursuit ses études de droit à Paris à La Sorbonne et obtient la licence de Droit. Il devient avocat au barreau d'Angers. Il enseigne par la même occasion le Droit. Il est membre du Conseil de l'ordre des avocats et devient bâtonnier des avocats d'Angers.
En 1871, il est élu conseiller municipal sous le mandat du maire Alexis Maillé et le reste sous les autres maires successifs.
Jules Guitton est élu maire d'Angers le 26 décembre 1879. Il exerce ce mandat jusqu'au 27 décembre 1883. 
Il démissionne alors de son mandat municipal afin de mieux s'occuper du parti républicain. Il est remplacé par Louis Monprofit, maire par intérim.
Il meurt brusquement le 5 mai 1884 à Angers.